# 샤트로바치키
샤트로바치키(Шатровачки, Šatrovački)란 발칸반도- 세르비아, 크로아티아, 보스니아, 마케도니아 공화국 등의 언어에서 단어의 음절을 바꿔치기하여 만든 은어를 가리킨다. 구 유고슬라비아에서 경찰들이 알아들을 수 없게 하기 위한 목적으로 범죄자들끼리 만든 은어에서 탄생하였다가, 나중에는 젊은이들 사이의 입말로 확산되었고, 구 유고슬라비아에 속하는 모든 국가의 언어들에서 샤트로바치키 또는 그 변종들이 발견된다. 특히 도시 지역에 널리 퍼져 있다.

## 샤트로바치키의 구성
샤트로바치키의 구성법은 간단하게 단어의 음절 순서를 바꿈으로서 만들어진다. pivo (곰) → vopi 철자는 발음나는 대로 쓰며, 원래 단어의 의미와 기본적으로 같다. 그러나 종종 원래 단어에 없는 모음을 덧붙이기도 하는데, 이는 발음의 편의를 도모하거나, 단어의 중의성(重意性) 또는 모호함을 피하거나, 원래 단어가 주격형태가 아닐 때 발생한다.
trava (잡풀을 뜻하나 종종 마리화나의 뜻으로 쓰임) → vutra (vatra라는 형태는 뜻이 불[火]이기에 피했음)

## 같이 보기
- 피그 라틴